# 256-й гвардейский зенитный артиллерийский полк
256-й гвардейский зенитный артиллерийский полк — формирование (воинская часть, зенитный артиллерийский полк) войск противовоздушной обороны Вооружённых Сил СССР в Великой Отечественной войне.
Сокращённое наименование — 256 гв.зенап.

## История
Ведёт свою историю от 797-го Киевского Краснознамённого ордена Богдана Хмельницкого зенитного артиллерийского полка.
12 мая 1944 года за отвагу, мужество, высокую дисциплину и организованность, проявленные воинами в боях с немецко-фашистскими захватчиками, полк был преобразован в 256-й гвардейский зенитный артиллерийский полк. 
В июле — августе 1944 года в ходе Львовско-Сандомирской наступательной операции он прикрывал от ударов немецкой авиации 8-й гв. механизированный и 11-й гв. танковый корпуса. За высокое воинское мастерство, проявленное личным составом в этой операции, полк был награждён орденом Суворова 2-й степени (10 августа 1944 года). 
В январе—феврале 1945 года он во взаимодействии с истребительной авиацией успешно прикрывал от ударов авиации противника боевые порядки 11-го гв. танкового корпуса в Висло-Одерской и Восточно-Померанской наступательных операциях. 
За отличие в боях при овладении г. Гнезно был удостоен почётного наименования «Гнезненского» (19 февраля 1945 года ). 
В апреле—мае 1945 года участвовал в Берлинской наступательной операции. 29 апреля на одной из улиц Берлина зенитная батарея, в составе которой был орудийный расчёт под командованием сержанта Д. X. Губы, отражала налёт 12 вражеских истребителей. Метким огнём расчёт сбил самолёт противника. В этот момент укрывшиеся в соседнем здании фашисты открыли огонь по зенитчикам. Бросившись в здание, воины расчёта во главе с сержантом Губой в рукопашной схватке уничтожили 19 гитлеровцев, а затем снова открыли огонь по вражеской авиации. За проявленное мужество и высокое воинское мастерство сержант Д. X. Губа был удостоен звания Героя Советского Союза. 
Образцы мужества, отваги и самоотверженного выполнения воинского долга личный состав части показал при штурме Берлина. В этих боях отличился Рустамов Маххарам Ширин Оглы. Командуя зенитным орудием 256-го гвардейского зенитно-артиллерийского полка 4-й гвардейской зенитно-артиллерийской дивизии в звании гвардии старшего сержанта, Махаррам Рустамов уничтожил более 10 вражеских самолётов, более 120 солдат и офицеров, шесть автомашин, четыре миномёта, пять пулемётов.. 30 апреля 1945 года гвардии старший сержант Махаррам Рустамов был представлен к званию Героя Советского Союза . Но был награждён орденом «Красное Знамя».  
11 июня 1945 года полк был награждён орденом Кутузова 3-й степени. Всего за период с 12 мая 1943 года по 2 мая 1945 года  полк сбил 60 самолётов противника.
Завершил войну как 256-й гвардейский Киевско-Гнезненский Краснознамённый орденов Суворова, Кутузова и Богдана Хмельницкого зенитный артиллерийский полк. 

### Командиры
- подполковник П. В. Лоначевский (нояб. 1942 — июль 1943),
- подполковник Ф. Ф. Роянов (июль 1943 —до конца войны).

### Отличившиеся воины
За образцовое выполнение боевых заданий, мужество и героизм 360 его воинов награждены орденами и медалями, Губа, Даниил Хрисанфович удостоен звания Героя Советского Союза.

## Награды и наименования
| Награда (наименование)              | Дата                 | За что получена |
| ----------------------------------- | -------------------- | --- |
| Советская гвардия                   | 12 мая 1944 года     | за отвагу, мужество, высокую дисциплину и организованность, проявленные воинами в боях с немецко-фашистскими захватчиками                                                    |
| почётное наименование «Киевский»    | 6 ноября 1943 года   | За отличия в боях 797-го зенап за г. Киев |
| почётное наименование «Гнезненский» | 19 февраля 1945 года | За отличие в боях при овладении г. Гнезно был удостоен почётного наименования «Гнезненского»                                                                                 |
| Орден Красного Знамени              | 9 февраля 1944 года  | За успешное выполнение боевых заданий командования на фронте борьбы с немецкими захватчиками и проявленные при этом доблесть и мужество (по преемственности от 797-го зенап) |
| Орден Суворова II степени           | 10 августа 1944 года | За образцовое выполнение заданий командования в боях с немецкими захватчиками, за овладение городами Пшемысль и Ярослав и проявленные при этом доблесть и мужество           |
| Орден Кутузова III степени          | 11 июня 1945 года    | За образцовое выполнение заданий командования в боях с немецкими захватчиками при овладении столицей Германии городом Берлин и проявленные при этом доблесть и мужество      |
| Орден Богдана Хмельницкого          | 8 апреля 1944        | За образцовое выполнение заданий командования в боях за освобождение города Черновиц и проявленные при этом доблесть и мужество (по преемственности от 797-го зенап)         |